# Стантон (Калифорнија)
Стантон (енгл. Stanton) град је у америчкој савезној држави Калифорнија. По попису становништва из 2010. у њему је живело 38.186 становника.

## Демографија
Према попису становништва из 2010. у граду је живело 38.186 становника, што је 783 (2,1%) становника више него 2000. године.
| Група             | 2000.          | 2010.          |
| Белци             | 11.295 (30,2%) | 8.340 (21,8%)  |
| Афроамериканци    | 848 (2,3%)     | 858 (2,2%)     |
| Азијати           | 5.780 (15,5%)  | 8.831 (23,1%)  |
| Хиспаноамериканци | 18.285 (48,9%) | 19.417 (50,8%) |
| Укупно            | 37.403         | 38.186         |